# Manilkara
Genre
Manilkara est un genre de plantes à fleurs de la famille Sapotaceae. Ce sont des arbres vivant sous les tropiques. Leur proche parent est le genre Pouteria.
Ces arbres produisent des fruits comestibles, du bois et de latex. Les espèces les plus connues sont les suivantes : Manilkara bidentata, Manilkara chicle et Manilkara zapota (sapotillier). Manilkara hexandra est l'emblème floral de la province de Prachuap Khiri Khan en Thaïlande, où il est appelé Rayan.
Ces arbres sont souvent des espèces dominantes dans leur écosystème natif, tels que la forêt tropophile du Deccan oriental, la forêt tropicale humide prémontane de l'Amérique centrale, ou (avec le cynometra) dans le Parc national d'Arabuko Sokoke (Tanzanie). Les fruits du manilkara constituent une alimentation importante pour les espèces frugivores, en particulier les oiseaux. La chauve-souris Stenoderma rufum est la seule à disperser des semences de Manilkara bidentata dans certains endroits des Caraïbes.
Plusieurs espèces sont menacées par la surexploitation et la destruction de l'habitat. Manilkara gonavensis d'Haïti et Manilkara spectabilis du Costa Rica ont quasiment disparu.

## Différentes espèces
- Manilkara bahamensis
- Manilkara bella
- Manilkara bidentata
- Manilkara bolivarensis
- Manilkara cavalcantei
- Manilkara chicle
- Manilkara concolor
- Manilkara dardanoi
- Manilkara decrescens
- Manilkara discolor
- Manilkara elata
- Manilkara excelsa
- Manilkara excisa
- Manilkara gonavensis
- Manilkara hexandra, rayan
- Manilkara kanosiensis
- Manilkara jaimiqui
- Manilkara kauki, wongi (Australie)
- Manilkara littoralis
- Manilkara longifolia
- Manilkara lososiana
- Manilkara maxima
- Manilkara mayarensis
- Manilkara mochisia
- Manilkara multifida
- Manilkara nicholsonii
- Manilkara paraensis
- Manilkara pleeana
- Manilkara pubicarpa
- Manilkara rufula
- Manilkara sideroxylon
- Manilkara spectabilis
- Manilkara subsericea
- Manilkara valenzuelana
- Manilkara zapota

## Référence taxonomique
- (en) World Checklist of Selected Plant Families (WCSP) : Manilkara Adans. (1763)
- (fr + en) ITIS : Manilkara  Adans.
- (en) NCBI : Manilkara (taxons inclus)
- (en) UICN : taxon  Manilkara  (consulté le 7 janvier 2023)